# Ekaterina Ilarionovna Michajlova-Dëmina
Ekaterina Ilarionovna Michajlova-Dëmina (in russo Екатерина Иларионовна Михайлова-Дёмина?; Leningrado, 22 dicembre 1925 – Mosca, 24 giugno 2019) è stata una militare sovietica, unica donna ad aver prestato servizio di ricognizione in prima linea nella fanteria di marina sovietica e decorata come Eroe dell'Unione Sovietica.
Trasportò centinaia di uomini dal campo di battaglia e fu gravemente ferita tre volte durante la sua carriera di medico della fanteria di marina. Nonostante fosse stata ripetutamente nominata per l’onorificenza di Eroe dell’Unione Sovietica, alla fine della guerra l’onorificenza le fu negata. Solo nel maggio 1990 il presidente Mikhail Gorbaciov le attribuì la decorazione di Eroe dell'Unione Sovietica.

## Attività durante la seconda guerra mondiale
Nata a Leningrado, Mikhailova-Demina perse i genitori in tenera età e crebbe in un orfanotrofio di Leningrado. Allo scoppio della seconda guerra mondiale, nel giugno 1941, aveva appena quindici anni, ma si offrì subito come volontaria per il servizio militare a Smolensk dopo che un treno su cui viaggiava fu bombardato durante il tragitto verso Brėst in Bielorussa. Aggiungendo due anni alla sua età, fu rifiutata dall'ufficio di reclutamento ma fu accettata da un ospedale militare. I pazienti dell'ospedale dovettero presto essere evacuati dopo che l'edificio fu bombardato, ma Mikhailova-Demina rimase indietro, mentre i tedeschi avanzavano verso Mosca per tutta l'estate del 1941, per lavorare come medico da campo per l'Armata Rossa (che era disperatamente a corto di personale medico). Quando subì una grave ferita alla gamba nei combattimenti vicino a Gzhatsk (l’odierna Gagarin), e fu inviata negli Urali per ristabilirsi. Al rientro in servizio fu assegnata alla Mosca Rossa, una nave ospedale della Marina sovietica impiegata nel trasporto di soldati feriti da Stalingrado a Krasnojarsk. Fu promossa a capo di seconda classe ed elogiata per il servizio esemplare. Tuttavia, annoiata dal lavoro, si offrì volontaria per il servizio in prima linea con la Flottiglia del Mar d'Azov della fanteria di marina sovietica. Sebbene la sua richiesta fosse stata inizialmente respinta, si appellò al governo di Mosca e fu accettata per il servizio nel 369º Battaglione Indipendente di Fanteria Navale nel febbraio 1943. 
L’unità entrò in azione con i marines nella penisola di Taman sul Mar d'Azov, prima di partecipare a battaglie lungo il litorale del Mar Nero e sul Dniester. Dopo che la sua unità fu trasferita alla Flottiglia del Danubio, combatté attraverso la Romania, la Bulgaria, l'Ungheria, la Jugoslavia e l'Austria, e terminò la guerra a Vienna. 
All'inizio non fu ben accolta dagli uomini della sua unità. Tuttavia, fu presto accettata dopo aver dimostrato di sapersi muovere bene in prima linea. Oltre a perlustrare il territorio nemico insieme ai colleghi maschi, il suo lavoro consisteva nel curare i feriti e nell'evacuarli in sicurezza. Vinse la sua prima medaglia al valore per aver partecipato alla riconquista di Temryuk nella penisola di Taman e fu insignita del primo dei due Ordini della Guerra patriottica per aver preso parte alla battaglia di Kerch. Nell'agosto 1944 Mikhailova-Demina partecipò a un'operazione in stile commando per riconquistare la città di Bilhorod-Dnistrovskyi in Ucraina. 
La sua unità attraversò l'estuario del Dniester in gommoni e scalò una cresta tenuta dal nemico. Mikhailova-Demina era nel primo gruppo as calare il crinale e si unì alla carica per espellere il nemico dal crinale. Da sola assaltò una posizione tedesca fortificata, fece saltare il loro bunker, uccise 20 soldati tedeschi, facendo 14 prigionieri, e curò 17 marinai feriti aiutandoli a mettersi in salvo. Si guadagnò un Ordine della Bandiera rossa per il suo ruolo nell'assalto. Quattro mesi dopo, nel dicembre 1944, la sua unità avanzò in Jugoslavia. Durante un attacco alla fortezza di Ilok in Croazia, fu una dei 50 marines che effettuarono un attacco diversivo da una piccola isola nel Danubio sotto la fortezza. L'unità dovette usare gli alberi come postazioni di tiro, poiché l'isola era allagata. Nello scontro a fuoco che seguì, Mikhailova-Demina fu colpita alla mano. Solo 13 membri della sua unità sopravvissero all'intenso scontro a fuoco e tutti furono feriti. Alcuni dei feriti caddero dagli alberi e finirono nell'acqua gelida, ma furono salvati da Mikhailova-Demina, che si tuffò e usò cinture e fionde da fucile per legare i feriti agli alberi. Sette uomini furono salvati da lei. La battaglia le lasciò una doppia polmonite oltre alla ferita alla mano e richiese il suo ricovero in ospedale. Nonostante ciò, lasciò l'ospedale in anticipo senza autorizzazione e tornò alla sua unità. Le fu conferito un secondo Ordine della Bandiera Rossa per il suo eroismo.

## Carriera e riconoscimenti nel dopoguerra
Mikhailova-Demina fu smobilitata nel novembre 1945 ma continuò a lavorare nella professione medica dopo la guerra, compresi i periodi con la Croce Rossa e la Mezzaluna Rossa sovietiche. Fu insignita della Medaglia Florence Nightingale dal Comitato Internazionale della Croce Rossa per il suo lavoro durante la guerra.
Nel 1950 si laureò al Secondo Istituto Medico di Leningrado lavorando come medico per 36 anni, ritirandosi nel 1985. Fu nominata per tre volte Eroe dell'Unione Sovietica, la più alta onorificenza del Paese, ma fu rifiutata in ogni occasione. Alla fine ricevette la medaglia, insieme all'Ordine di Lenin e alla Stella d'oro, con un decreto emesso dal presidente Gorbaciov il 5 maggio 1990, in occasione del 45º anniversario della fine della guerra. Mikhailova-Demina è stata una delle ultime insignite prima della caduta dell'Unione Sovietica nel 1991. Dopo la morte di Yevdokiya Pasko nel gennaio 2017, Demina rimase l'ultima donna Eroe dell'Unione Sovietica vivente veterana della Seconda Guerra Mondiale. Ekaterina Illarionovna Mikhailova-Demina muore nel giugno 2019 all'età di 93 anni ed è stata sepolta nel Cimitero di Troyekurovskoye.